# Aérodrome Salerne-Côte amalfitaine
L'aéroport Salerno Costa d'Amalfi, situé sur le territoire de Pontecagnano Faiano et Bellizzi, est un aéroport italien desservant la ville de Salerne, la Côte amalfitaine et le Parc national du Cilento et du Val de Diano en Campanie.

## Situation

### Carte des aéroports en Italie
| \| 100 km1:7 506 000 \| Abruzzes Alghero Ancône Bari Bergame Bologne Bolzano Brescia Brindisi Cagliari Catane Comiso Grosseto Coni Elbe Florence Foggia Gênes Lamezia Terme Lampedusa Milan L. Milan M. Naples Olbia Palerme Pantelleria Parme Pérouse Pise Reggio de Calabre Rimini Rome C. Rome F. Salerne Trapani Trévise Trieste Turin Venise Vérone |
| 100 km1:7 506 000 |

## Statistiques
Le graphique qui aurait dû être présenté ici ne peut pas être affiché car il utilise l'ancienne extension Graph, désactivée pour des questions de sécurité. Des indications pour créer un nouveau graphique avec la nouvelle extension Chart sont disponibles ici.

Voir la requête brute et les sources sur Wikidata.

## Compagnies et destinations
| Compagnies          | Destinations |
| ------------------- | --- |
|                     | |
| British Airways     | En saison: - Londres-Gatwick |
| EasyJet             | - Milan-Malpensa En saison: - Berlin-Brandebourg, - Londres-Gatwick                                                                |
| EasyJet Switzerland | En saison: - Genève-Cointrin |
| Jet2.com            | En saison: - Birmingham, - Manchester                                                                                              |
| Ryanair             | - Bergame-Orio al Serio, - Turin S.-Pertini (Caselle) En saison: - Charleroi Bruxelles-Sud, - Londres-Stansted, - Vienne-Schwechat |
| Volotea             | - Catane-Fontanarossa, - Vérone - Villafranca En saison: - Marseille-Provence, - Nantes-Atlantique                                 |
| Vueling             | En saison: - Barcelone-El Prat, - Paris-Orly                                                                                       |
| Wizz Air            | - Bucarest-H. Coandă, - Budapest-Ferenc Liszt, - Tirana-Mère-Teresa                                                                |

Actualisé le 21/02/2025

## Accès
L'aéroport est desservi par l'A3 et la ceinture périphérique de Salerne ainsi que la strada statale 18 Tirrena Inferiore. Il dispose d'un parking de 150 places. La ligne de bus no 8 CSTP assure une liaison avec Salerne et Battipaglia, et deux gares ferroviaires sont à proximité de l'aéroport : Salerne et Pontecagnano Faiano.

## Distances
- Pontecagnano Faiano, Battipaglia : 5 km
- Salerne : 12 km
- Université de Salerne : 25 km
- Paestum : 27 km
- Amalfi : 45 km
- Avellino, Pompei : 50 km
- Ercolano, Positano : 63 km
- Naples : 70 km
- Sorrente : 73 km
- Bénévent, Potenza : 85 km
- Caserte : 90 km